# Distretto di Lunahuaná
Il distretto di Lunahuaná è un distretto del Perù che appartiene geograficamente e politicamente alla provincia di Cañete, nella regione di Lima; è ubicato a sud della capitale peruviana.

## Capoluogo e data di fondazione
Lunahuaná - 4 agosto del 1821

## Superficie e popolazione
La superficie è di 500,33 km², mentre la popolazione del distretto è di 4 383 abitanti (inei2005), di cui il 56% sono donne e il 44% uomini

## Economia locale
Circa il 60% della popolazione si dedica all'agricoltura. Fra le coltivazioni la frutticoltura riveste un ruolo importante nell'economia locale con alberi di nespolo, pruno e melo anche coltivazioni importanti di avocado e di vite sono presenti su tutto il territorio.
Le bellezze dei suoi paesaggi ed i servizi turistici in forte espansione, soprattutto durante gli ultimi anni, stanno diventando un richiamo turistico di sempre maggiore interesse. Le offerte gastronomiche, il rafting praticato sul Río Cañete la vendita di distillati come il Pisco e la pesca sportiva alla trota sono un incentivo importante all'economia del distretto.

## Confini
Confina a nord con il distretto di San Vicente de Cañete; a sud con la provincia di Chincha, a ovest con il distretto di Nuevo Imperial, e a est con il distretto di Pacarán.

## Festività
- Signore dei Miracoli
- Giacomo il Maggiore